# Moschops capensis

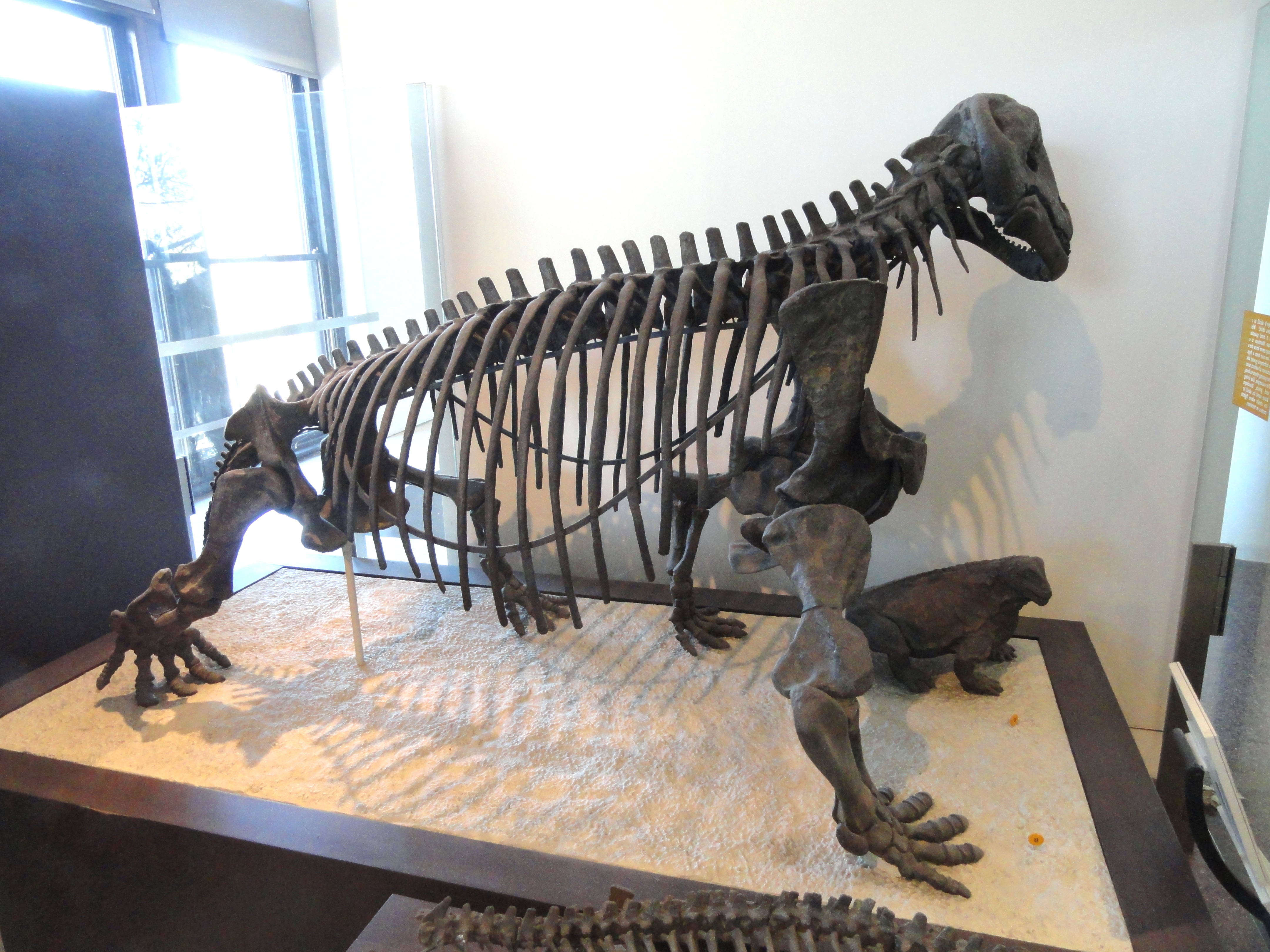
Esqueleto de um Moschops capensis.

Moschops capensis é uma espécie do gênero Moschops, que habitou a Terra durante o período Permiano.